# Bali Arts Market
Le Bali Arts Market (Balama) est un marché d'arts en plein air, qui se déroule depuis 2016. Il se tient principalement au quartier Bali dans la commune de Douala I au Cameroun. Il réunit des artistes contemporains d'Afrique et du monde entier, durant quatre jours habituellement , dans le quartier Bali (Douala I), dont le principal organisateur est  Kiki Entertainment. L'accès au marché dans la rue est gratuit .

## Description
Initié par Kiki Elamè son promoteur et son directeur, membre du réseau culturel camerounais, le Balama est un carrefour des rencontres, de partage et une plate forme d'expression artistique, c'est aussi une initiative citoyenne née de la rencontre d'acteur culturels pluridisciplinaires, avec une vision à long terme.

## Galerie

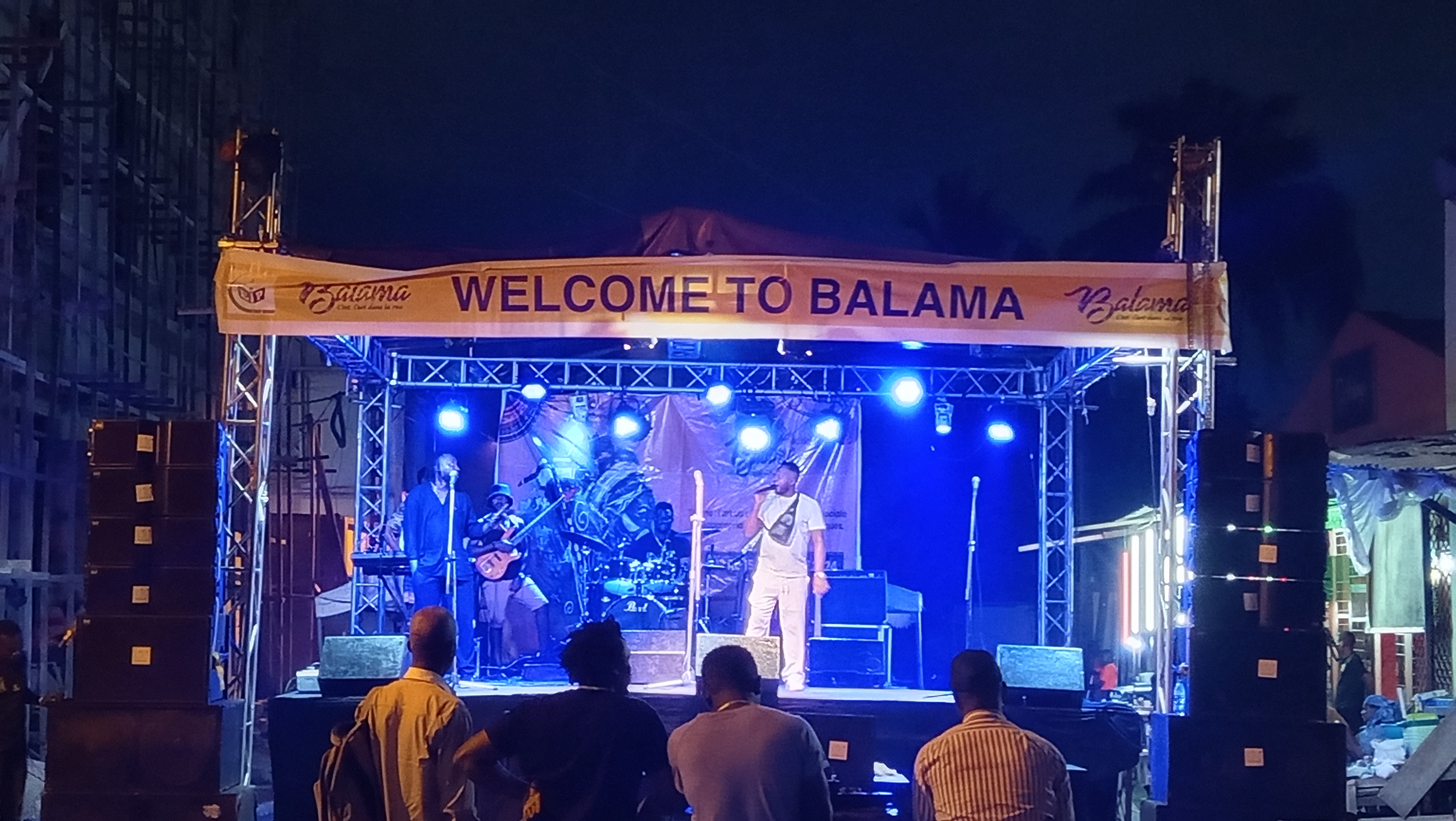

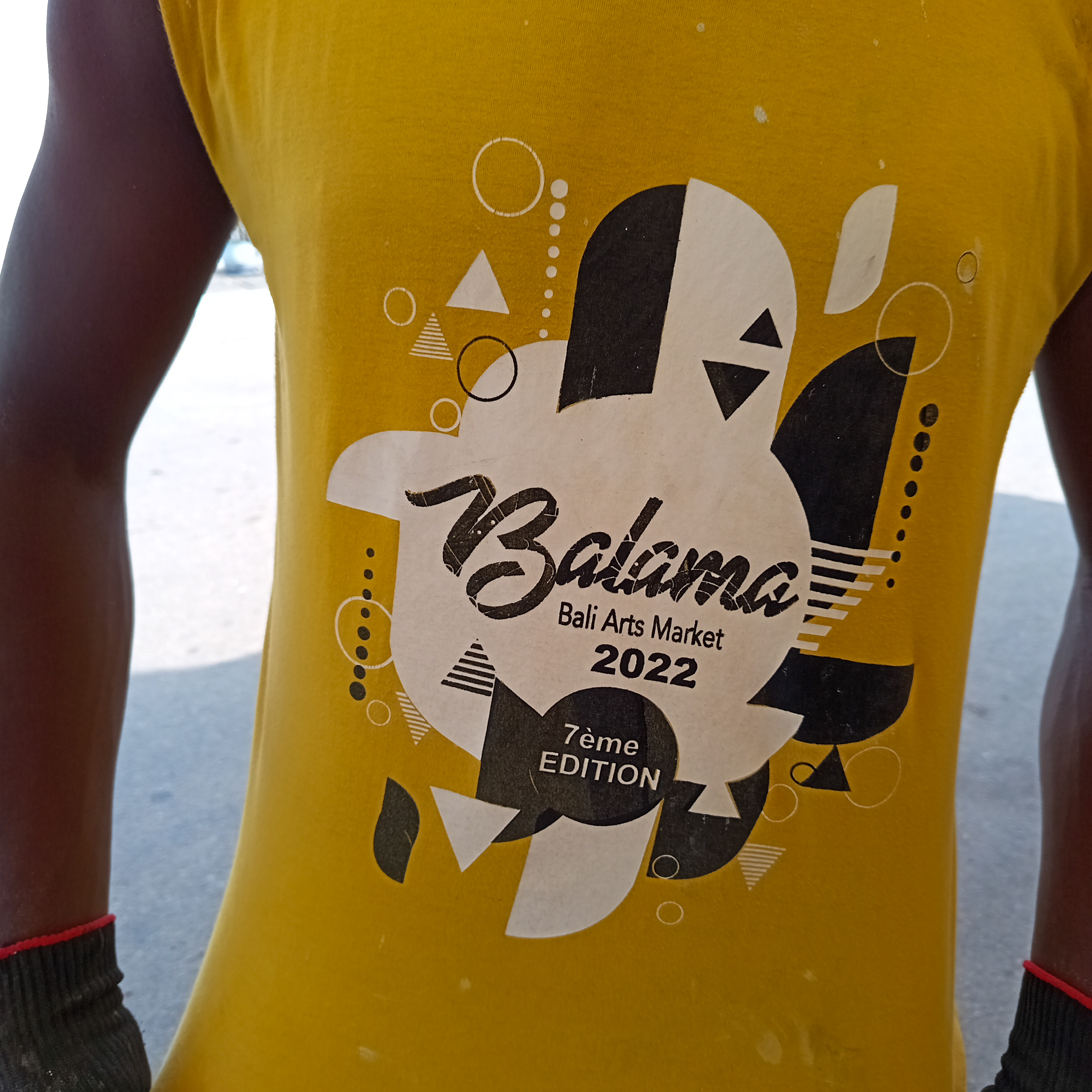

## Programmation
En 2016, la toute première édition du Balama  prend corps, portée par le Roi du Canton Bell une chefferie Duala(peuple). 
La seconde édition en 2017, est marquée par un appel à candidature pour participer au marché. 
Lors des éditions 2018, 2019 et 2020, le public assiste aux performances artistiques dans la rue et à l’institut Français du Cameroun antenne Douala de : 
- Toto Guillaume,
- Adango Salicia,
- Armand Biyag,
- Papy Anza[10],
- Alioum Moussa,
- Lady B,
- Christelle Moon[11],
- Gaelle wondje, Adango,
- Danielle Eog,
- Grace Dorothée,
- Flora Houang,
- Bibiane Sadey[12]

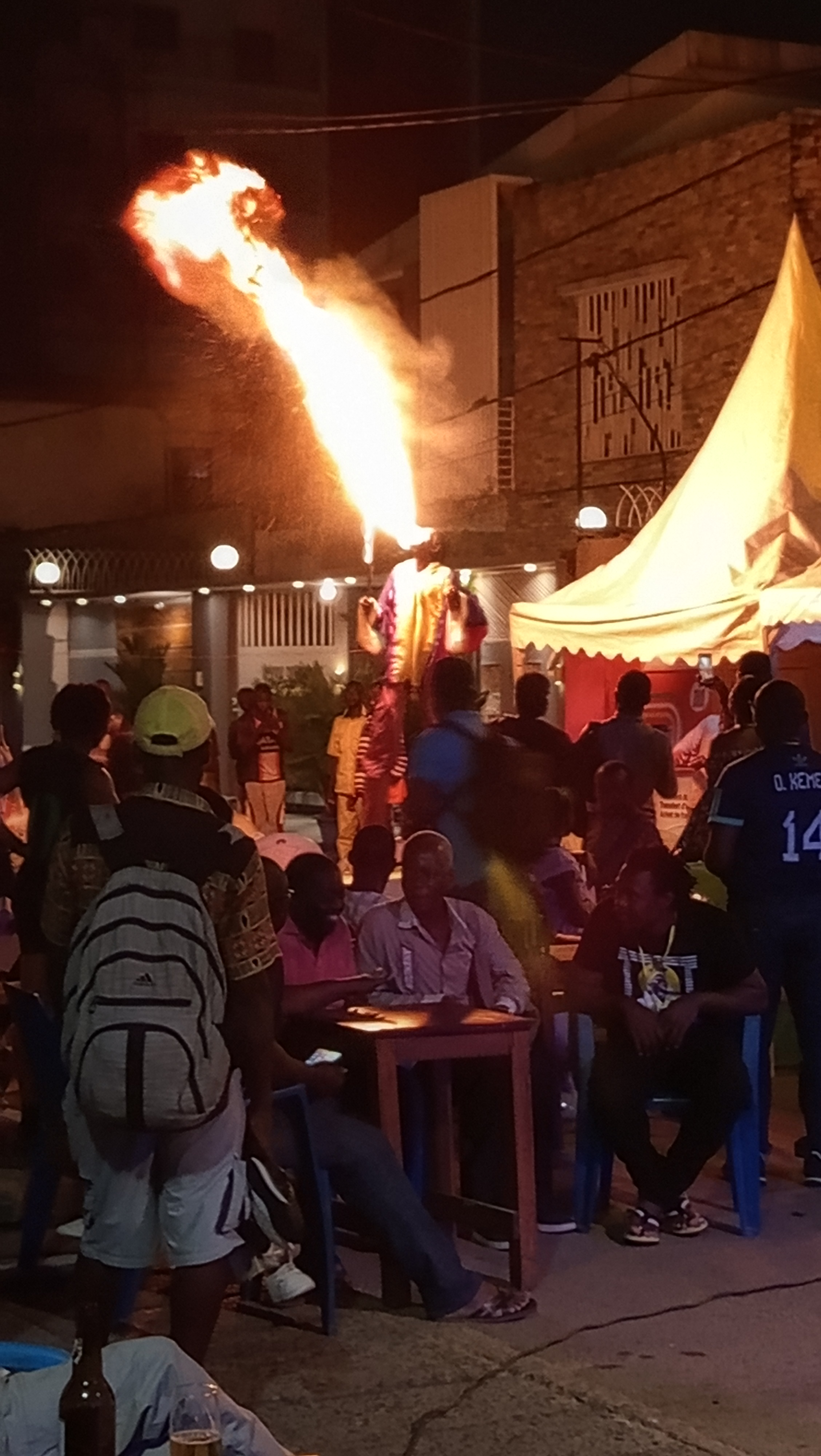

En 2021, La sixième édition du Balama connait une prolongation sur sa durée habituelle, par rapport aux années précédentes.  Le marché se déroule à l’Institut Français du Cameroun antenne de Douala et dans la rue au café Chez Kiki. Après une rupture due à la pandémie de Covid-19, le Balama est pleinement de retour dans la rue  en 2022. Et pour cette 7e édition, le cinéma se voit accorder une place de valeur devant les autres disciplines comment la danse, la musique, le théâtre, avec des master class, des ateliers et les projections de films, à la suite de l'appel à candidature lancé. La culture africaine sous toutes ses coutures. Pour l'année 2023, sous le thème : l'art au delà des comptoirs , le Balama prépare la nouvelle édition.

## Partenaires
Le Balama a pour partenaire EasyGroup, le Groupe Fermy, les Boissons du Cameroun ainsi que plusieurs médias.